# 주리시
주리시(중국어 정체자: 朱立熙, 한자음: 주립희)는 대만 지한문화협회(知韓文化協會)의 회장이다. 국립 정치 대학 국어국문학과 시간강사로 활동하고 있으며, 연구 전문분야는 한국현대정치경제, 북한학자, 한국사, 한국전환기정의 등이다.